# Bolbogonium howdeni
Bolbogonium howdeni là một loài bọ cánh cứng trong họ Geotrupidae. Loài này được Krikken miêu tả khoa học năm 1977.